# 湖沼狼牙脂鯉
湖沼狼牙脂鯉（学名：Acestrorhynchus lacustris）為輻鰭魚綱脂鯉目脂鯉亞目狼牙脂鯉科的其中一個種，分布於南美洲聖弗朗西斯科河及巴拉那河流域，體長可達27公分，棲息在河川底中層水域，生活習性不明。
其种加词“lacustris”意为“湖沼的”。